# قائمة الأحزاب السياسية في كتالونيا
هذه قائمة بالأحزاب السياسة في كتالونيا.

## الأحزاب والائتلافات في البرلمان الكتالوني
| الحزب | الحزب | الحزب                                                              | الحزب    | الأيديولوجيا | الموقف من استقلال كتالونيا | الزعيم             | البرلمان |
| ----- | ----- | ------------------------------------------------------------------ | -------- | --- | -------------------------- | ------------------ | -------- |
|       |       | حزب كاتالونيا الاشتراكيPartit dels Socialistes de Catalunya        | PSC–PSOE | الديمقراطية الاشتراكية، الفيدرالية، الموالية الأوروبية، الوحدوية الإسبانية                                                      | No                         | نوريا مارين        | 33 / 135 |
|       |       | اليسار الجمهوري لكتالونياEsquerra Republicana de Catalunya         | ERC      | جمهوريانية، الديمقراطية الاشتراكية، استقلال كاتالونيا، قومية يسارية                                                             | Yes                        | أوريول جونكيراس    | 33 / 135 |
|       |       | معا لأجل كتالونياJunts per Catalunya                               | Junts    | استقلال كتالونيا، الليبرالية، خيمة كبيرة                                                                                        | Yes                        | لورا بوراس         | 32 / 135 |
|       |       | فوكسVox                                                            | VOX      | عصبية قومية، المحافظة الاجتماعية، الليبرالية الاقتصادية، المحافظة الوطنية، شعبوية يمينية، شكوكية أوروبية، المركزية              | No                         | سانتياغو أباسكال   | 11 / 135 |
|       |       | الترشح الشعبي للوحدةCandidatura d'Unitat Popular–Crida Constituent | CUP–CC   | مناهضة الرأسمالية، الاشتراكية، القومية اليسارية، البانكاتلانية، استقلال كتالونيا، النسوية، الديمقراطية المباشرة، شكوكية أوروبية | Yes                        | دولور ساباتير      | 9 / 135  |
|       |       | إن كومو بوديمEn Comú Podem                                         | ECP      | الاشتراكية البيئية، عولمة مغيرة، شعبوية يسارية، جمهوريانية، الاشتراكية الديمقراطية                                              | حق تقرير المصير            | آدا كولاو          | 8 / 135  |
|       |       | مواطنونCiutadans                                                   | Cs       | الليبرالية، الشعبوية، القومية الإسبانية، العلمانية، الموالية الأوروبية                                                          | No                         | كارلوس كاريزوسا    | 6 / 135  |
|       |       | حزب الشعب الكاتالونيPartit Popular de Catalunya                    | PPC      | المحافظة، الديمقراطية المسيحية، الوحدوية الإسبانية                                                                              | No                         | أليخاندرو فرنانديز | 3 / 135  |